# Avaluació tardana
En programació d'ordinadors, avaluació tardana (en anglès: Lazy evaluation) és la tècnica de retardar un càlcul fins que se'n requereixi el resultat.
Els beneficis de l'avaluació tardana inclouen:
- augment de rendiment en evitar el càlcul d'expressions no requerides, evitant a més els errors que s'hi puguin produir.
- capacitat de construir estructures de dades de llargada infinita
- capacitat de definir estructures de control com a abstraccions en comptes de comandes.

El contrari de l'avaluació tardana és l'avaluació primerenca (en anglès: eager evaluation), també anomenada avaluació estricta, on una expressió és avaluada tan bon punt és assignada a una variable o paràmetre. L'avaluació primerenca és el comportament utilitzat en la majoria de llenguatges.
L'avaluació tardana comprèn els següents tres conceptes:
1. L'expressió només s'avalua quan és requerida per la funció que la requereix (avaluació retardada).
2. L'expressió només s'avalua fins a l'extensió requerida (avaluació curtcircuitada)
3. L'expressió mai no s'avalua més d'una vegada (avaluació en l'ordre aplicatiu)[1]

El llenguatge Haskell utilitza majoritàriament l'avaluació tardana.
Altres llenguatges com OCaml, Scheme i altres la incorporen de manera opcional, mitjançant construccions explícites.

## Exemples

### Llistes d'avaluació tardana enOCaml
```
open
 
Printf
 
;;

(* tipus de llista d'avaluació tardana (ang:lazy) *)

type
 
'
a
 
node_t
 
=

 
|
 
Nil

 
|
 
Cons
 
of
 
'
a
 
*
 
'
a
 
zlist_t

and
 
'
a
 
zlist_t
 
=
 
'
a
 
node_t
 
Lazy
.
t

;;

(** generador tardà de m elements; ''lazy'' deixa la generació en suspens *)

let
 
rec
 
genera_llista
 
(
m
:
int
)
 
:
'
a
 
zlist_t
 
=

 
lazy
 
(
match
 
m
 
with

 
|
 
0
 
->
 
Nil

 
|
 
n
 
->
 
Cons
(
n
,
 
genera_llista
 
(
n
-
1
))

)
 
;;

(** fold_left_tard: aplica una op. binària sobre un acumulador i els elem. d'una llista d'avaluació tardana *)

let
 
rec
 
fold_left_tard
 
f
 
acum
 
(
llista
:
'
a
 
zlist_t
)
 
=

 
match
 
(
Lazy
.
force
 
llista
)
 
with
 
(* força l'avaluació del generador de la llista obtenint-ne 1 elem. *)

 
|
 
Nil
 
->
 
acum

 
|
 
Cons
(
x
,
 
xs
)
 
->
 
fold_left_tard
 
f
 
(
f
 
acum
 
x
)
 
xs

;;

let
 
op_binaria
 
=
 
fun
 
(
a
:
float
)
 
(
b
:
int
)
 
->
 
a
 
+.
 
sqrt
 
(
float_of_int
 
b
)
 
;;
 
(* qualsevol que interessi *)

let
 
_
 
=

 
printf
 
"resultat: %.2f
\n
"
 
(
fold_left_tard
 
op_binaria
 
0
.
 
(
genera_llista
 
100000
))
 

;;

```